# Lytrosis
Lytrosis is een geslacht van vlinders van de familie spanners (Geometridae), uit de onderfamilie Ennominae.

## Soorten
- L. heitzmanorum Rindge, 1971
- L. permagnaria Packard, 1876
- L. sinuosa Rindge, 1971
- L. unitaria Herrich-Schäffer, 1858